# 藤田八郎
藤田 八郎（ふじた はちろう、旧姓・吉田、1892年8月5日 - 1976年7月6日）は、日本の裁判官。最高裁判所判事。

## 概要
三重県出身。吉田徳善の八男。藤田徳三郎の養子となる。1917年（大正6年）、東京帝国大学法科大学独法科を卒業。1919年（大正8年）に判事となった。東京地裁、東京控訴院などを経て、1937年（昭和12年）7月に大審院判事になった。1941年（昭和16年）2月に大阪地裁所長、1944年（昭和19年）3月に札幌控訴院院長に就任。
裁判官任命諮問委員会による諮問の結果、1947年（昭和22年）に最高裁発足と同時に裁判官出身者として56歳で最高裁入りした。藤田はかねてから、裁判所は司法省から人事など独立するのが本筋と言う考えを持っていた<。
1949年（昭和24年）1月23日の最高裁判所裁判官国民審査（初めて実施された最高裁裁判官国民審査）において、罷免を可とする票1,217,055票、罷免を可とする率4.03%で信任。1960年（昭和35年）11月20日の最高裁判所裁判官国民審査において、罷免を可とする票2,968,618票、罷免を可とする率8.33%で信任。一人で2度国民審査を受けた最高裁判事は1960年の国民審査における藤田を含む5名が初の事例である。
1949年（昭和24年）7月に最高裁判所誤判事件を起こし、1950年（昭和25年）6月に1万円の過料処分となる。
1960年（昭和35年）7月20日に最高裁大法廷が示した東京都、広島市、静岡県の公安条例事件の合憲判決に対し、違憲とする反対意見を表明した。
在官中の1961年（昭和36年）9月に「法による世界平和アジア会議」の日本代表となった。
1962年（昭和37年）8月4日に定年退官。
1976年（昭和51年）7月6日、急性心不全で東京・目黒の東邦大学附属病院で83歳で死去した。

## 人物
住所は東京都豊島区高田本町（現高田）。趣味は観劇、ゴルフ。

## 家族・親族
藤田家
- 妻
  - 鶴（1898年 - ?、中村是公の三女）[6]
  - 君子（1907年 - ?）[1][3]
- 長女[1][2]
- 二女[1][3]
- 三女[1][3]
- 四女[1][3]
- 長男[1]

親戚
- 妻の父・中村是公（東京市長、鉄道院総裁、満鉄総裁、貴族院議員）[6]